# 伊沢蘭奢
伊沢 蘭奢（いざわ らんじゃ、1889年11月28日 - 1928年6月8日）は、島根県出身の日本の新劇女優である。本名三浦 シゲ（みうら シゲ）、デビュー当初、映画には三浦 しげ子や三浦 茂子（みうら しげこ）、三浦 繁（みうら しげ）名義で出演していた。

## 来歴・人物

### 生い立ち・結婚・出産
1889年（明治22年）11月28日、島根県鹿足郡津和野町の紙問屋に生まれる。上京し、東京市本郷区龍岡町（現在の東京都文京区湯島4丁目）の日本女学校（現在の相模女子大学）卒業後、漢方胃腸薬「一等丸」で知られる津和野の薬屋「伊藤博石堂」に嫁ぐが、新婚時代は、事業を起こしたい夫・治輔と東京に住んでいた。1910年（明治43年）8月3日、20歳のときに、夫の実家に戻り、長男・佐喜雄（のちの作家・伊藤佐喜雄）を出産。しかし、佐喜雄を姑に託して、再度上京し、夫婦で事業にあたる。当時、近所に住んでいた夫の遠縁で、当時18歳の学生・福原駿雄（のちの徳川夢声）に慕われ、恋愛関係にあった。1915年（大正4年）、夫の事業が失敗し、津和野で暮らすことになる。

### 女優として
東京で観た松井須磨子の舞台『人形の家』が忘れられず、演劇を目指すため意を決し離婚する。6歳の佐喜雄を津和野の婚家に残し、1916年（大正5年）に26歳でふたたび上京する。
1918年（大正7年）、上山草人主宰の「近代劇協会」に加わり、同年『ヴェニスの商人』で初舞台を踏み、舞台女優として歩み始める。上山の推薦で、内藤民治の中外社で雑誌『中外』の記者となる。同年11月5日の島村抱月、翌1919年（大正8年）1月5日の松井須磨子の死、上山の渡米と近代劇協会の解散を機に、畑中蓼坡が主宰し内藤が資金的に支援する劇団「日本新劇協会」へ参加する。松井亡き後の新劇界をトップスターとして10年もの間に渡って支えた。また、この頃から内藤とは愛人関係にあった。
1922年（大正11年）、32歳のころ、松竹蒲田撮影所と契約、牛原虚彦監督のサイレント映画『新しき生へ』に「三浦しげ子」の名で出演、同年8月31日に公開される。松竹蒲田では1923年（大正12年）7月までに15本の作品に出演したが、主演作は1作もなかった。同年9月1日の関東大震災により、松竹蒲田撮影所は製作を中断する。
1924年（大正12年）、内藤がソビエト連邦（現在のロシア）に旅立つ。伊沢は同年、芹川有吾の父・芹川政一の東京シネマ商会が製作し、畑中が演出する新劇協会の唯一のサイレント映画『街の子』に「伊沢蘭奢」の名で出演、以降、映画にも伊沢の名でクレジットされた。1925年（大正14年）、高松豊次郎のタカマツ・アズマプロダクションが東京府南葛飾郡吾嬬町（現在の東京都墨田区京島3丁目62番19号）に建設した吾嬬撮影所で、マキノ・プロダクション東京作品『輝ける扉』（監督山本嘉次郎）に出演、同作は同年12月4日に公開された。以降、同撮影所で翌1926年（大正15年）には3本のサイレント映画に出演した。
1928年（昭和3年）1月、仲木貞一が書いた戯曲『マダムX』（帝国ホテル演芸場）に主演し、大当たりする。同年3月1日 - 4月9日、浅草公園劇場で『マダムX』再演、名実ともに大女優の仲間入りを果たすが、同年6月8日、脳出血で死去、満38歳没。

### 死後
伊沢の急死の翌1929年（昭和4年）、畑中の新劇協会は解散する。同年、ハリウッドに滞在中の上山が、アレクサンドル・ビソンの戯曲版の『マダムX』のライオネル・バリモア監督による4度目の映画化（Madame X）に出演、同年8月17日全米で公開された。
没後、1929年（昭和4年）、伊沢の遺稿が『素裸な自画像』として世界社から刊行され、同書はのちに伝記叢書319『素裸な自画像 - 伝記・伊沢蘭奢』（編著鷹羽司、大空社）として、1999年（平成11年）3月に復刊された。1936年（昭和11年）には、第二回芥川賞に佐喜雄の書いた小説『面影』『花の宴』の2作がノミネートされた。
伊沢の婚家であり、佐喜雄の育った「伊藤博石堂」は、元夫の伊藤治輔が第6代伊藤利兵衛を継承して営業をつづけ、1798年（寛政10年）以来、9代目となる現在も津和野の老舗として存続している。

## フィルモグラフィ

### 松竹蒲田撮影所
三浦しげ子名義
- 『新しき生へ』（監督牛原虚彦、1922年）
- 『愛の楔』（監督島津保次郎、1922年）
- 『妖女の舞』（監督池田義臣、1922年）
- 『傷める小鳥』（監督牛原虚彦、1922年）
- 『黄金』（監督島津保次郎、1922年） - 「三浦繁」名義
- 『小夜嵐』（監督大久保忠素、1922年）
- 『狼の群』（監督牛原虚彦、1923年）
- 『大愚人』（監督島津保次郎、1923年）
- 『帰らぬ人形』（監督大久保忠素、1923年）
- 『温き涙』（監督辻万歳人、1923年） - 「三浦茂子」名義
- 『大東京の丑満時 第一篇 悲劇篇』（監督池田義臣、1923年） - 「三浦茂子」名義
- 『噫森訓導の死』（監督大久保忠素、1923年） - 「三浦茂子」名義
- 『人性の愛』（監督牛原虚彦、1923年） - 「三浦茂子」名義
- 『人肉の市』（監督島津保次郎、1923年）
- 『小染と欣也』（監督池田義臣、1923年） - 「三浦茂子」名義

### 東京シネマ商会
伊沢蘭奢名義
- 『街の子』（監督畑中蓼坡、撮影白井茂、1924年）

### 吾嬬撮影所
伊沢蘭奢名義
- 『輝ける扉』（監督山本嘉次郎、マキノプロダクション東京、1925年）
- 『水の影』（監督高田保、聯合映画芸術家協会、1926年）
- 『国境の血涙』（監督友成用三、タカマツ・プロダクション、1926年）
- 『マツダ映画小品集「雲」』（監督山本嘉次郎、タカマツ・プロダクション、1926年）

## ビブリオグラフィ
- 伊沢蘭奢『素裸な自画像』 、世界社、1929年 - 遺稿

復刊 伊沢蘭奢『素裸な自画像 - 伝記・伊沢蘭奢』、伝記叢書319、編著鷹羽司、大空社、1999年3月 ISBN 4756808840
- 夏樹静子『女優X - 伊沢蘭奢の生涯』、伝記、文藝春秋、1993年4月 ISBN 4163138706

舞台 「津和野の女-炎の女優伊沢蘭奢の生涯」帝国劇場、主演佐久間良子、1994年5月
文庫 文藝春秋文春文庫、1996年4月 ISBN 4167184214
ドラマ化 澤井信一郎監督、主演浅野温子、TBSテレビ・東映、1996年12月27日
- 朝井まかて『輪舞曲』、小説、新潮社、2020年4月 ISBN 9784103399728

## 註
1. 1 2 3  コトバンクサイト内の記事「伊沢蘭奢」の記述を参照。
2. ↑  コトバンクサイト内の記事「伊藤佐喜雄」の記述を参照
3. 1 2 3  #外部リンク欄の日本映画データベース「伊沢蘭奢」リンク先の記述を参照。二重リンクを省く。